# Xuân Hội
Xuân Hội là một xã thuộc huyện Nghi Xuân, tỉnh Hà Tĩnh, Việt Nam.

## Địa lý
Xã Xuân Hội nằm ở phía bắc huyện Nghi Xuân, là cực Bắc của tỉnh Hà Tĩnh, có vị trí địa lý:
- Phía đông và phía bắc giáp Biển Đông
- Phía tây giáp tỉnh Nghệ An
- Phía nam giáp xã Đan Trường.

Xã Xuân Hội có diện tích 11,59 km², dân số năm 1999 là 6.433 người, mật độ dân số đạt 555 người/km².
Ngoài biển có Hòn Ngư (đảo Song Ngư). Hòn Nồm là một phần của chân dải Hồng Lĩnh. Hòn Mắt (Rú Nậy) còn gọi là Nhã Sơn hay Quỳnh Nhai. Trước kia, Hòn Ngư, Hòn Nồm, Hòn Mắt do huyện Nghi Xuân quản lý, thuyền bè ra tuần các đảo xuất phát từ Cửa Hội.

## Lịch sử
Nơi định cư đầu tiên gọi là Cồn Nhâm thuộc thôn Võng Nhi (Đầu Cồn). Sau đó được cắt một phần đất liền phía bắc giáp xã Đan Trường (xóm Hợp Phúc ngày nay) lập thành xã mới. Lúc đầu gọi là xã Đan Thay, hay là Đơn Hay (tùy theo cách đọc), sau là xã Đan Nhai (nghĩa là Bến Son) thuộc tổng Đan Hải. do dân xã có công phục vụ việc quân, cung cấp lính "nội kiệu" nên được vua phong là xã Kiên Nghĩa. Chuyện kể: Lúc này, vua ban cho xã một đặc ân, thích điều gì thì tâu. Dân xin đổi tên xã là Hội Thống vì Hội Thống mới mang đầy đủ tính đặc trưng của việc hình thành dân xã. Lúc này, cửa Đan Nhai được gọi là Cửa Hội.
Lúc đầu, xã chỉ có 2 vùng: Trong làng và Ngoài Gành. Sau đó chia làm 4 giáp: Đông, Đoài, Thượng, Hạ. Thời đầu nhà Nguyễn, xã Hội Thống có 4 giáp là Đông Thượng, Đoài Thượng, Đông Hạ, Đoài Hạ. Những năm đầu thế kỷ XX, xã thêm một thôn gọi là thôn Vạn Chài. Trước cách mạng tháng Tám năm 1945, xã chia thành các xóm dựa vào địa hình và nghề nghiệp làm ăn của dân để đặt tên. Bao gồm các xóm: Đình, Chùa, Bàu, Cồn, Rùng, Biển, Đáy. Sau cách mạng tháng Tám là các xóm: Trần Phú, Nguyễn Thị Minh Khai, Phạm Hồng Thái, Trần Đăng Ninh, Lê Hồng Phong,...
Năm 1975, chuyển xóm Chùa sát nhập vào xã Xuân Trường.
Trải qua bao thăng trầm lịch sử, là một xã hình thành từ xa xưa qua Đan Nhai – Hội Thống – Xuân Hội, có 11 thôn, xóm: Hội Thành 1, Hội Thành 2, Hội Thái, Hội An, Hội Long, Tân Ninh Châu, Hội Tiến, Hội Thủy, Hội Minh, Hội Phú, Hội Quý.
Sau này các xóm được sát nhập lại, Hội Thành 1 và Hội Thành 2 được sát nhập và gọi chung là Hội Thành, 1 nửa của thôn Hội Quý sát nhập vào thôn Hội Phú được gọi là xóm Phú Quý, nửa còn lại vào thôn Hội Minh tên thôn vẫn dữ nguyên là thôn Hội Minh, thôn Hội Long 1 nửa sát nhập vào thôn Hội Thái đổi tên thành thôn Thái Phong, nửa còn lại vào thôn Hội An đổi tên thành thôn An Toàn Long. Từ đó đến nay xã Xuân Hội chỉ còn 8 thôn, xóm.
Ngày 13 tháng 12 năm 2017, HĐND tỉnh Hà Tĩnh ban hành Nghị quyết số 67/NQ-HĐND về việc:
- Thành lập thôn Hội Thành trên cơ sở thôn Hội Thành 1 và thôn Hội Thành 2.
- Sáp nhập một phần của thôn Hội Quý vào thôn Hội Minh.
- Thành lập thôn Phú Quý trên cơ sở thôn Hội Phú và phần còn lại của thôn Hội Quý.

Ngày 8 tháng 12 năm 2020, HĐND tỉnh Hà Tĩnh ban hành Nghị quyết số 266/NQ-HĐND về việc:
- Thành lập thôn Thái Phong trên cơ sở thôn Hội Thái và một phần của thôn Hội Long.
- Thành lập thôn An Toàn Long trên cơ sở thôn An Toàn và phần còn lại của thôn Hội Long.